# EN 60601-2-15
Die EN 60601-2-15 mit dem Titel „Medizinische elektrische Geräte – Teil 2-15: Besondere Sicherheitsanforderungen. Kondensatorgeneratoren“ war Teil der Normenreihe EN 60601.
Herausgeber der DIN-Norm DIN EN 60601-2-15 war das Deutsche Institut für Normung.
Diese Ergänzungsnorm regelte allgemeine Festlegungen für die Sicherheit, Prüfungen und Richtlinien von Kondensatorgeneratoren.

## Gültigkeit
Die Norm ist nicht mehr gültig, es ist kein Ersatz vorgesehen. Es ist keine alternative Norm bekannt.

## Anwendungsbereich
Kondensatorgeneratoren, in welchen die Energie zum Laden vorwiegend oder ganz kapazitiv geschaltet und gespeichert wird, und bei denen der Speicherkondensator nicht größer als 2 GmF ist und die Röhrenspannung zwischen 40 und 150 kV liegt.